# Cordão de Ouro
Cordão de Ouro est un groupe brésilien de capoeira créé en 1967 par Mestre Suassuna (Reinaldo Ramos Suassuna) et Mestre Brasilia.
Le nom du groupe vient de la chanson d'Elis Regina: Adeus Bahia ... zum zum zum Cordão de Ouro. C'est aussi un hommage à Besouro Cordão de Ouro, ancien capoeiriste qui portait une corde d'or autour de son cou.
Le groupe se voulait neutre au niveau des styles (aussi bien angole que régional) et libre de les mélanger. En 1969, Mestre Brasilia fonda l'association de Capoeira São Bento Grande et Mestre Suassuna continua avec Cordao de Ouro.
Le groupe Cordão de Ouro est l'un des groupes les plus traditionnels du Brésil, ainsi qu'un des plus anciens. On le retrouve maintenant partout dans le monde, au Brésil comme en France, Angleterre et aux États-Unis.